# Ida Odén
Pour les articles homonymes, voir Oden (homonymie).
Ida Odén, née le 14 avril 1987 , est une handballeuse suédoise, évoluant au poste d'arrière droite.
En 2015-2016, elle annonce la fin de sa carrière et rejoint l'encadrement de l'équipe de l'IK Sävehof, avant de reprendre sa carrière de joueuse la saison suivante.

## Palmarès

### Club
- championne de Suède (10) en 2006, 2007, 2009, 2011, 2012, 2013, 2014, 2015 et 2018 (avec IK Sävehof)

### Sélection nationale
championnat d'Europe
- médaillée de bronze au championnat d'Europe 2014